# Strmec (Zágráb)
Strmec (1910 és 1948 között Strmec Odranski) falu Zágráb közigazgatási területén Horvátországban, a főváros déli részén. Ma Zágráb Brezovica városnegyedéhez tartozik.

## Fekvése
Zágráb városközpontjától 14 km-re délre, a Lomnica-patak jobb partján fekszik.

## Története
A település már a 18. században is létezett. Az első katonai felmérés térképén „Stermecz” néven található. Lipszky János 1808-ban Budán kiadott repertóriumában „Sztermecz” néven szerepel. Nagy Lajos 1829-ben kiadott művében „Ztermecz” néven 26 házzal és 199 katolikus lakossal találjuk.
1857-ben 226, 1910-ben 362 lakosa volt. Zágráb vármegye Szamobori járásához tartozott. 1941 és 1945 között a Független Horvát Állam része volt, majd a szocialista Jugoszlávia fennhatósága alá került. 1991-től a független Horvátország része. 1991-ben lakosságának 99%-a horvát nemzetiségű volt. 2011-ben 645 lakosa volt.

## Népessége
| Lakosság változása | Lakosság változása | Lakosság változása | Lakosság változása | Lakosság változása | Lakosság változása | Lakosság változása | Lakosság változása | Lakosság változása | Lakosság változása | Lakosság változása | Lakosság változása | Lakosság változása | Lakosság változása | Lakosság változása | Lakosság változása |
| ------------------ | ------------------ | ------------------ | ------------------ | ------------------ | ------------------ | ------------------ | ------------------ | ------------------ | ------------------ | ------------------ | ------------------ | ------------------ | ------------------ | ------------------ | ------------------ |
| 1857               | 1869               | 1880               | 1890               | 1900               | 1910               | 1921               | 1931               | 1948               | 1953               | 1961               | 1971               | 1981               | 1991               | 2001               | 2011               |
| 226                | 235                | 215                | 259                | 320                | 362                | 451                | 480                | 488                | 477                | 485                | 506                | 587                | 520                | 613                | 645                |

## Sport
Az NK Omladinac labdarúgóklubot 1974-ben alapították.